# 中国人民解放军第二十四试验训练基地
中国人民解放军第二十四试验训练基地（中国人民解放军89730部队），位于云南省昆明市寻甸县大石洞。

## 沿革
该基地是中华人民共和国最早的反导弹试验基地，1970年自新疆维吾尔自治区库尔勒县迁至云南省寻甸县大石洞，时称中国人民解放军第二十训练基地第四试验部，隶属中国人民解放军国防科学技术委员会（国防科委）。1975年，第二十训练基地撤销，以第二十训练基地第四试验部为基础，组建中国人民解放军第二十四试验训练基地，执行军级权限。1970年代，该基地负责中华人民共和国反导工程“640工程”的试验任务，部署着用于导弹弹道测控的“110”超远程单脉冲跟踪雷达（该雷达可以在2000余公里外跟踪外空目标），还进行了“反击一号”反导导弹飞行试验。1982年7月，国防科委等部门合并组建为中华人民共和国国防科学技术工业委员会（国防科工委），第二十四试验训练基地转隶国防科工委。1998年，国防科工委撤销，组建中国人民解放军总装备部，第二十四试验训练基地转隶总装备部。
2001年，第二十四试验训练基地撤编。

## 历任领导
| 中国人民解放军第二十四试验训练基地司令员 - 张志勇（1975年10月—1980年5月） | 中国人民解放军第二十四试验训练基地政治委员 - 胡若嘏（1975年10月—？） |